# Županovice (Boemia meridionale)
Županovice è un comune della Repubblica Ceca facente parte del distretto di Jindřichův Hradec, in Boemia Meridionale.